# Мінськ-Північний
Мінськ-Північний (біл. Мінск-Паўночны) — залізнична станція Мінського відділення Білоруської залізниці, розташована в столиці Білорусі Мінську за 2 км на північ від станції Мінськ-Пасажирський.

## Історія
Станція відкрита 1947 року. Електрифікована 1963 року змінним струмом (~25 кВ) в складі дільниці Мінськ-Пасажирський — Олехновичі.
Нині є вантажною станцією, також на станції розташовуються моторвагонне депо «Мінськ-Північний» та зупинний пункт поїздів регіональних ліній економ-класу та поїздів міських ліній, який відкритий 5 листопада 2011 року для обслуговування пасажирів.

## Пасажирське сполучення
На станції зупиняються поїзди регіональних ліній економ-класу та поїздів міських ліній Молодечненського напрямку.  Вихід на платформи здійснюється через підземний перехід, що з'єднує в єдиний комплекс «Мінськ-Північний» зі станцією Автозаводської лінії Мінського метрополітену  2  «Молодіжна». На станції діють квиткові каси, що підключені до АСУ «Експрес-3».

## Комерційні операції
- Прийом та видача вагонних відправлень вантажів, що допускаються зберігання на відкритих майданчиках станції;
- Прийом та видача вантажів вагонними та дрібними відправленнями, завантажених цілими вагонами, тільки на під'їзних коліях та місцях незагального користування[4].

## Галерея

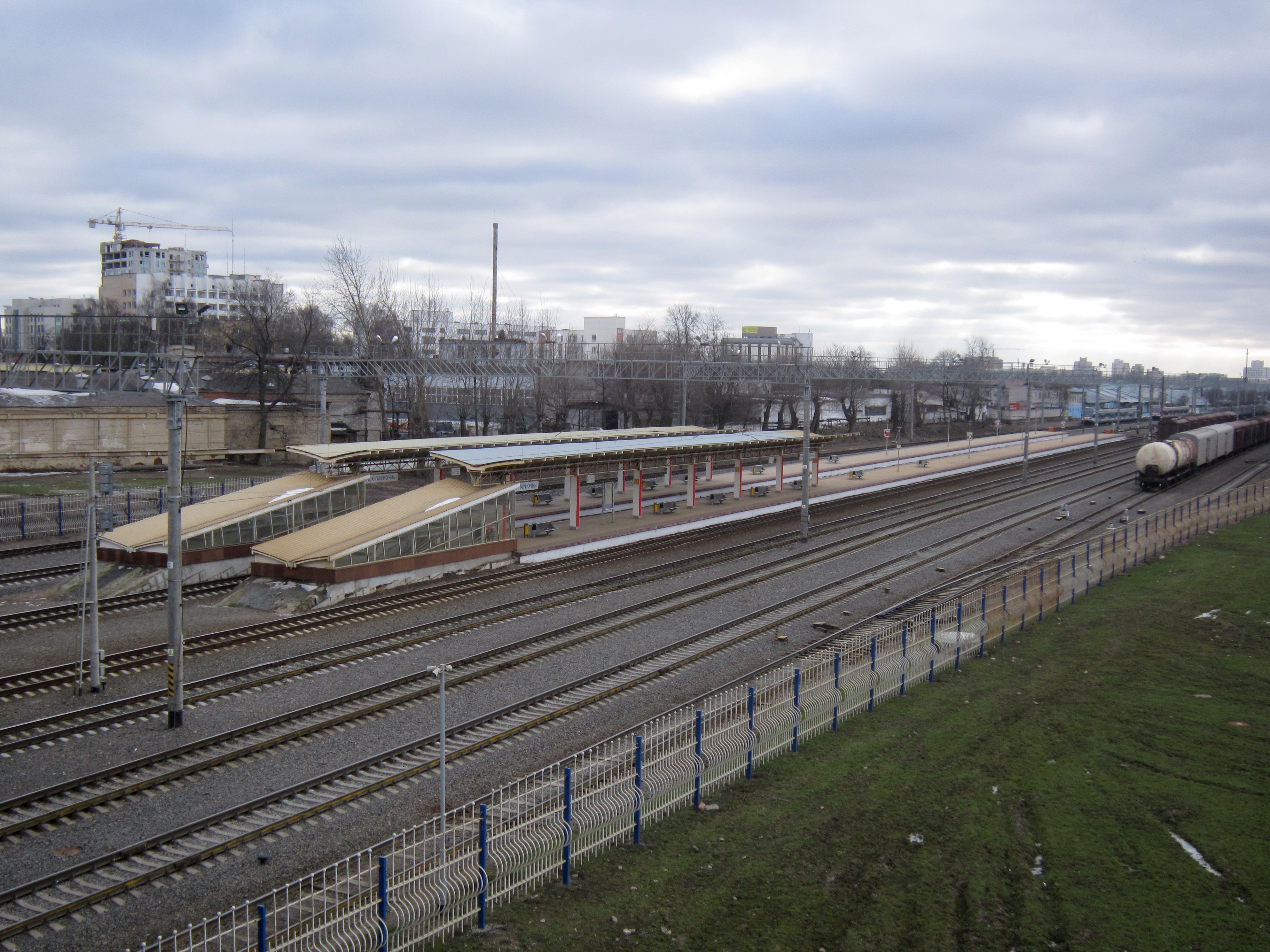
Станція Мінськ-Північний